# See You Again (canción de Miley Cyrus)
«See You Again» —en español: «Verte Otra Vez»— es el sencillo debut de la cantautora estadounidense Miley Cyrus. Fue lanzada el 29 de diciembre de 2007 por Hollywood Records como el sencillo principal de Meet Miley Cyrus (2007), la segunda banda sonora de la serie original de Disney Channel Hannah Montana y el álbum de estudio debut de Cyrus. La canción fue compuesta por Miley (acreditada como Destiny Hope Cyrus), junto a los productores de la misma Antonina Armato, y Tim James. Más tarde, Armato y James la remezclaron (entonces acreditados como Rock Mafia) como el segundo sencillo del segundo álbum de estudio de Cyrus, Breakout (2008). Musicalmente, la pista es una canción dance-rock que contiene influencias de varios géneros musicales, incluida la música electrónica. Líricamente, habla del romance adolescente. La versión original de la canción solo se lanzó como sencillo en los Estados Unidos, Canadá, Australia y Nueva Zelanda. La canción fue lanzada internacionalmente remezclada por Rock Mafia.
«See You Again» recibió elogios de los críticos musicales, y muchos elogiaron su composición y la voz de Cyrus. Fue su primera canción comercialmente exitosa; la presentó a nuevas audiencias y nuevos países, allanando el camino para futuros éxitos. La canción estuvo entre los diez primeros puestos en los Estados Unidos, Canadá, Hungría y Australia. Aunque nunca se filmó un video musical de la canción, se le dio un clip promocional para la versión remix, tomado de una actuación en los Disney Channel Games de 2008. La canción fue promocionada a través de una multitud de presentaciones televisivas en vivo. Se incluyó en la lista de canciones de las giras principales de Cyrus, Best of Both Worlds Tour (2007-08), Wonder World Tour (2009), Gypsy Heart Tour (2011) y Attention Tour (2021-2022). «See You Again» ha sido versionada por varios artistas notables, incluidos Little Boots y Breathe Carolina.

## Recepción comercial

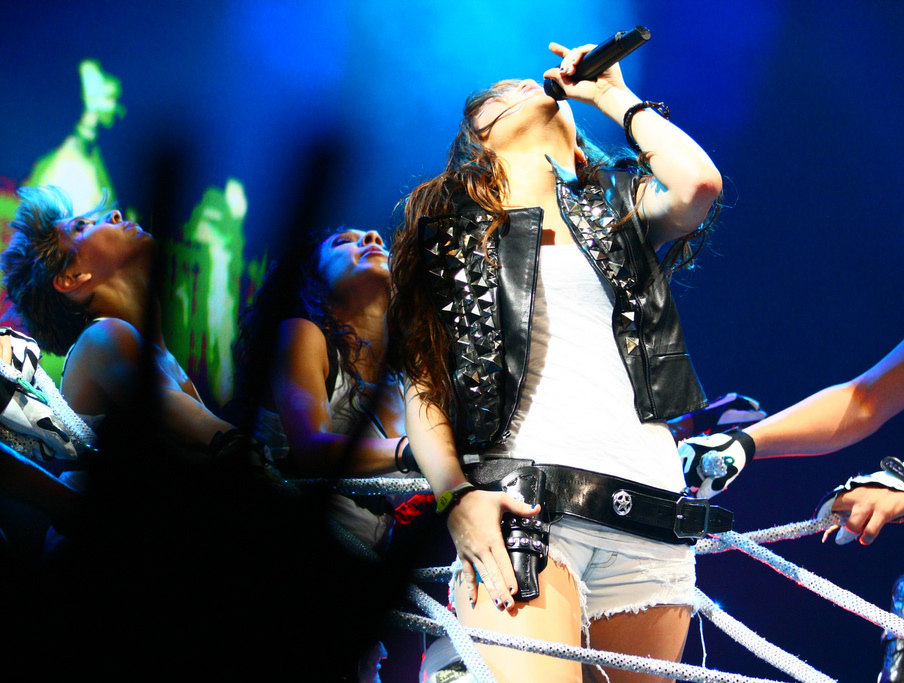
Cyrus interpretando «See You Again» en el Wonder World Tour de 2009.

En la semana que finalizó el 22 de diciembre 2007, «See You Again» debutó en el puesto número 94 del Billboard Hot 100. En la semana siguiente, la canción ascendió al número 78 y, en la semana que finalizó el 16 de febrero de 2008, se ubicó en su nuevo pico del puesto número 17, convirtiéndose así en el mejor desempeño de Cyrus en el Billboard Hot 100, superando a «Life's What You Make It» —que está acreditada a Hannah Montana— que alcanzó el puesto número 25 en agosto de 2007. En la semana que finalizó el 3 de mayo de 2008, «See You Again» se convirtió en el primer sencillo top diez de Cyrus al alcanzar su punto máximo en el número diez en el Billboard Hot 100. «See You Again» pasó un total de 27 semanas en la lista. También alcanzó el puesto número 4 en Mainstream Top 40 (Pop Songs) y el número 21 en Adult Pop Songs en los Estados Unidos. La canción entró en el número 86 y alcanzó el puesto número 4 del Canadian Hot 100, su pico más alto a nivel internacional. Hasta agosto de 2013, vendió 2 456 000 descargas digitales en el país, donde para entonces era el tercer sencillo más vendido de Cyrus, después de «Party in the U.S.A.» y «The Climb». Para marzo de 2023, «See You Again» vendió más de 3 000 000 de unidades en los Estados Unidos y fue certificado triple platino por la Recording Industry Association of America (RIAA).
En Australia, «See You Again» debutó en el número 25 en la semana que finalizó el 22 de junio de 2008. La semana siguiente, ascendió al número diez y, después de cinco semanas de estar ascendiendo en el top 10, alcanzó su punto máximo en el número seis, donde permaneció durante tres semanas consecutivas. El sencillo fue certificado platino por la Australian Recording Industry Association (ARIA) por la venta de más de 70 000 copias. En la semana que terminó el 4 de agosto de 2008, «See You Again» debutó en el número 32 en la lista de sencillos de Nueva Zelanda. Eventualmente alcanzó el puesto 11 y fue certificado oro por la Recording Industry Association of New Zealand (RIANZ) por vender más de 7500 copias. En el Reino Unido, la pista alcanzó su punto máximo en el número 11. En otras partes de Europa, «See You Again» alcanzó el puesto 38 en European Hot 100 Singles, el número 14 en la lista de sencillos de Irlanda y el número 7 en la lista de sencillos de Hungría.

## Interpretaciones en directo

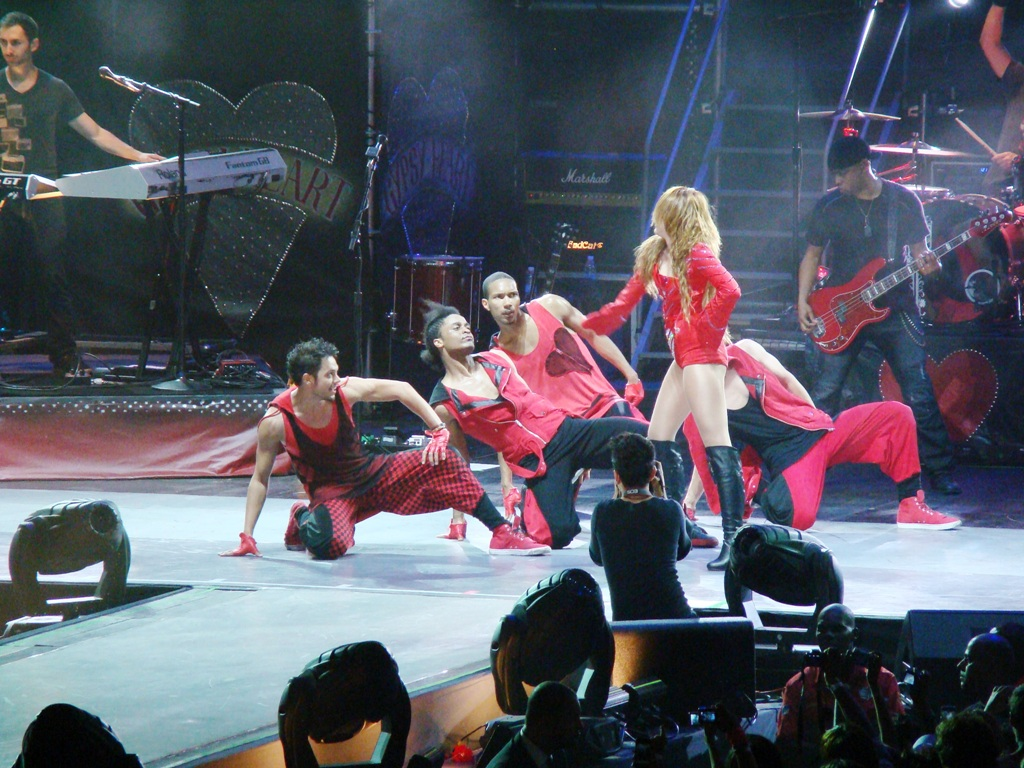
Cyrus interpretando "See You Again" durante el Gypsy Heart tour

Cyrus interpretó «See You Again» en vivo en los Disney Channel Games 2007 celebrados el 27 de abril en Walt Disney World en Orlando, Florida, como parte de las actividades de la temporada de verano de Disney Channel. Llevaba un top amarillo y negro a rayas, falda a cuadros blanco y negro, calcetines largo hasta la rodilla y zapatillas de deporte en la actuación. Cyrus también interpretó la canción en Idol Gives Back, mientras continuaba promocionando el sencillo en Estados Unidos. «See You Again» fue también parte del repertorio de la primera gira musical de Miley The Best of Both Worlds que se desarrolló entre 2007 y 2008. Cyrus fue vestida con una camiseta blanca, pantalones vaqueros de clavos y accesorios metálicos.
Cyrus interpretó «See You Again» en la apertura de los Disney Channel Games 2008 que tuvo lugar el 4 de mayo de 2008. Durante la presentación, en la cual se utilizó una grabación de un video musical promocional para el lanzamiento de Rock Mafia, Cyrus estaba vestida con un chaleco y pantalón blanco. En 2008, Cyrus interpretó la canción en Zootopia, Good Morning America, The Today Show y en la BBC Switch en el Reino Unido. Cyrus interpretó la canción, vestida con ropa informal, en el evento Kids' Inaugural: "We Are The Future". El evento se realizó el 19 de enero de 2009, en Washington DC en el Verizon Center para celebrar la inauguración de Barack Obama como presidente de los Estados Unidos. Cyrus interpretó la canción junto a varias otras canciones el 24 de abril de 2009 en un Apple Store. Estas interpretaciones fueron grabadas y vendidas exclusivamente en el iTunes Store de Reino Unido como un extended play titulado iTunes Live From London. La canción fue interpretada en el vigésimo anual A Times for Heroes Celebrity Carnival, los conciertos del Rock in Rio en Lisboa (Portugal) y Madrid (España), el 1515 Club en París (Francia), Heaven y G-A-Y en Londres (Gran Bretaña).
La canción también fue incluida en el repertorio de la primera gira mundial de Cyrus Wonder World Tour de 2009 y en la gira de 2011 Gypsy Heart Tour que recorrió por primera vez Oceanía, Iberoamérica y Asia.
El 15 de septiembre de 2017, Cyrus ofreció un concierto acústico grabado en los Rainbowland Studios donde la cantante creó el que era su nuevo disco Younger Now. En dicho recital interpretó varias canciones, entre ellas "See You Again" tras once años sin cantarla, todo ello para la BBC Radio 1 en su programa Live Lounge, recibiendo alabanzas a su interpretación y calidad vocal.
La canción fue interpretada nuevamente durante la gira de 2022 Attention Tour y su versión en vivo hizo parte del álbum Attention: Miley Live.

## Versiones de otros artistas

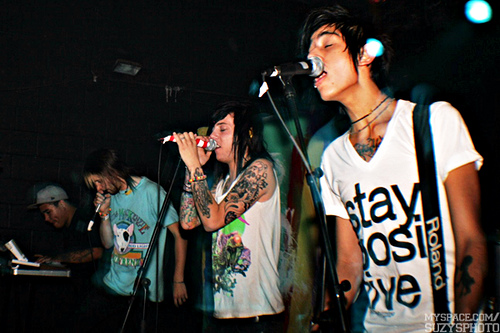
El dúo electropop Breathe Carolina cantó «See You Again» para el álbum recopilatorio Punk Goes Pop 2.

El cantante inglés de electropop Little Boots grabó una versión de «See You Again», que apareció en internet en diciembre de 2008. En una entrevista con Digital Spy, Little Boots, dijo, "¡Esa es una canción asombrosa! La línea 'Mi mejor amiga Lesley dijo: «Oh, ella solo está siendo Miley» es impresionante. Yo y mi amigo nos hemos obsesionado con esa letra durante años, ¡se está volviendo ridículo!". La actuación de Breathe Carolina consistió en un equilibrio de música pop punk y rock, que destacó para su sello discográfico, Fearless Records. Por ello, Fearless Records decidió reservar un lugar para ellos en su álbum recopilatorio Punk Goes Pop 2 (2009), donde ellos interpretaron una versión de «See You Again», producido por Mike Green. Breathe Carolina incluyó su versión de «See You Again» en su repertorio para el Warped Tour de 2009. El cover más tarde apareció en la edición de lujo del segundo álbum de estudio de la banda Hello Fascination (2010).

## Lista de canciones
| - CD Single / EU Digital Download 1. «See You Again» (Álbum Versión) – 3:10 - US Maxi-CD Single 1. «See You Again» (Johnny Coppola Dance You Again Remix Edit) – 3:17 2. «See You Again» (Johnny Coppola Dance You Again Remix) – 4:01 3. «See You Again» (Mark Roberts Ultimix) – 4:27 - 2008 Remix Single / Digital Download 1. «See You Again» (2008 Remix) – 3:16 | - AUS / EU 2-Track Remix CD Single 1. «See You Again» (Rock Mafia Remix) – 3:19 2. «See You Again» (Moto Blanco Radio Edit) – 4:00 - European Remix Maxi-CD Single 1. «See You Again» (Rock Mafia Remix) – 3:19 2. «See You Again» (Moto Blanco Radio Edit) – 3:58 3. «See You Again» (Instrumental) – 3:10 |

## Posicionamiento en listas
| País (Lista 2007-2008)             | Mejor posición | Ref    |
| ---------------------------------- | -------------- | ------ |
| Australia (ARIA)                   | 6              | [ 25 ] |
| Austria (Ö3 Austria Top 40)        | 30             | [ 26 ] |
| Canadá (Canadian Hot 100)          | 4              | [ 27 ] |
| Canadá (CHR/Top 40)                | 5              | [ 28 ] |
| Canadá (Hot AC)                    | 3              | [ 29 ] |
| Estados Unidos (Billboard Hot 100) | 10             | [ 30 ] |
| Estados Unidos (Adult Pop Airplay) | 21             | [ 31 ] |
| Estados Unidos (Pop Airplay)       | 4              | [ 32 ] |
| Irlanda (IRMA)                     | 13             | [ 33 ] |
| México (Top 20 – Inglés)           | 20             | [ 34 ] |
| Reino Unido (UK Singles Chart)     | 11             | [ 35 ] |
| Rumania (Romanian Top 100)         | 81             | [ 36 ] |

| País (Lista 2008)                  | Mejor posición | Ref    |
| ---------------------------------- | -------------- | ------ |
| Australia (ARIA)                   | 26             | [ 37 ] |
| Canadá (Canadian Hot 100)          | 21             | [ 38 ] |
| Nueva Zelanda (Recorded Music NZ)  | 43             | [ 39 ] |
| Reino Unido (OCC)                  | 103            | [ 40 ] |
| Estados Unidos (Billboard Hot 100) | 31             | [ 41 ] |
| Estados Unidos (Pop Airplay)       | 15             | [ 42 ] |

## Certificaciones
| País (Organismo certificador) | Certificaciones | Ventas certificadas | Ref.   |
| ----------------------------- | --------------- | ------------------- | ------ |
| Australia (ARIA)              | 3× Platino      | 210 000             | [ 43 ] |
| Estados Unidos (RIAA)         | 3× Platino      | 3 000               | [ 44 ] |
| Nueva Zelanda (RMNZ)          | Platino         | 30 000              | [ 45 ] |
| Reino Unido (BPI)             | Plata           | 200 000             | [ 46 ] |

## Versiones
| Nombre        | Artista(s)            | Idioma | Álbum                |
| ------------- | --------------------- | ------ | -------------------- |
| See You Again | Breathe Carolina      | Inglés | Punk Goes Pop 2      |
| See You Again | Krystle Nicole Russin | Inglés |                      |
| See You Again | Year One              | Inglés |                      |
| See You Again | The Mae Shi           | Inglés |                      |
| See You Again | Heroes For Hire       | Inglés |                      |
| See You Again | Brian McFadden        | Inglés | On Tour of Australia |
| See You Again | Little Boots          | Inglés |                      |

## Premios y nominaciones
«See You Again» fue nominado en distintas ceremonias de premiación. A continuación, una lista con algunas de las candidaturas que obtuvo la canción:
| Año  | Premio             | Categoría              | Resultado |
| ---- | ------------------ | ---------------------- | --------- |
| 2008 | BMI Awards         | Canción Ganadora       | Ganadora  |
| 2008 | Teen Choice Awards | Mejor Música: Sencillo | Nominada  |

## Lista de canciones
| - US / AU CD Single / EU Digital Download 1. «See You Again» (Álbum Versión) – 3:10 - US Maxi-CD Single 1. «See You Again» (Johnny Coppola Dance You Again Remix Edit) – 3:17 2. «See You Again» (Johnny Coppola Dance You Again Remix) – 4:01 3. «See You Again» (Mark Roberts Ultimix) – 4:27 - EU Remix CD Single 1. «See You Again» (Rock Mafia Remix) – 3:16 | - AUS / EU 2-Track Remix CD Single 1. «See You Again» (Rock Mafia Remix) – 3:19 2. «See You Again» (Moto Blanco Radio Edit) – 4:00 - EU Remix Maxi-CD Single 1. «See You Again» (Rock Mafia Remix) – 3:15 2. «See You Again» (Moto Blanco Radio Edit) – 3:58 3. «See You Again» (Instrumental) – 3:10 - EU Wideboys Remix Single 1. «See You Again» (Wideboys Radio Edit) – 3:43 |